# Mercuria Energy Group
Mercuria Energy Group — швейцарская трейдинговая компания. Штаб-квартира компании расположена в Женеве, Швейцария. До 2007 года компания именовалась как J&S Group.